# كايجي (مانغا)
كايجي هو سلسلة انمي ومانغا يابانية من تأليف توبويوكي فوكوموتو وقد بدأت المانجا سنة 1996 وهي مستمرة حتى الآن بستة مواسم، أما الانمي فقد عرض في 2 أكتوبر 2007 من قبل الاستوديو المميز مادهاوس وقد عرض لموسمين لغاية يوم 5 نوفمبر 2011 وتعتبر مانغا كايجي مميزة جدا وقد حصلت على عدة جوائز.

## القصة
تدور القصة حول حياة شاب يدعى إيتو كايجي احيث بعد ان تخرج من المدرسة الثانوية عام 1996 ذهب إلى طوكيو من اجل الحصول على عمل وقد حاول جاهدا لكنه فشل مما أدى إلى تدهور حياته وأصبح فقيرا جدا، وقادته الظروف إلى تمضية وقته بالحيل الرخيصة من اجل المال وكان كسولا ودائما يفكر في المال، وبعد عامين أتى إليه رجل يدعى إيندو ليخبره بأن لديه دين يقدر بثلاثة ملايين وذلك لان كايجي كان قد ضمن صديقا له ولم يستطع صديقه ان يدفع لذلك أصبح الدين عليه أيضا مما جعل الامر صعب وشبه مستحيل تماشيا مع ظروفه كايجي، لكن إيندو يعطي كايجي فرص وذلك عبر منحه خيارين اما ان يعمل لمدة عشرة سنوات كي يدفع الدين، أو ان يربح الرهان الذي سيحصل على سفينة إسبوار (بالفرنسية تعني الامل إي سفينة الامل) وهي السفينة التي يأتي اليها جميع المديونين من مختلف الاماكن والتي يحدث بها رهان لمدة اربع ساعات في ليلة واحدة، وقد وافق كايجي ان يركب السفينة ويخوض الرهان الصعب

و على اية حال تمكن كايجي بطريقة ما ان يتحمل الرهان ولكنه لم يحصل على مال بل زاد الدين الذي عليه، وقد اعطاه إندو فرصة أخرى وهي في فندق ستارسايد (جانب النجوم) وقد كان الرهان هذه المرة عن طريق عبور جسر ضيق جدا بالكاد يكفي القدم للمشي عليه ومن يسقط سوف يسحق يموت أو ينجو باصابات جد بليغة، وقد تمكن أحد أصدقاء كايجي هناك وهو ساهرا من الوصول إلى نهاية الجسر لكنه سقط بسبب الهواء المتحرك والذي يجعل توازن صعب خصوصا فوق جسر يصل عرضه لحوالي 8 سنتمترات واستمر المتسابقون بتحرك والسقوط إلى ان أصبح كايجي الوحيد من المتسابقين وقد تمكن من العبور بطريقة أخرى عن طريق جسر زجاجي شبه شفاف كان مخصص للعبور وتمكن من الفوز، لكنه لم يحصل على شيء لان تونيجاوا نائب رئيس شركة تياي اخبره بان المتسابقين قد قالوا بانهم قد انسحبوا اثناء الرهان، وقد اثار غضب كايجي حيث ان جميع المتسابقين قد ماتوا من اجل لا شيء وقد تحدى تونيجاوا برهان وقد كان الرهان على اذن كايجي إذا فاز كايجي فسيربح 20 مليون ين وإذا خسر سيفقد اذنه، وقد كان الرهان بلعبة البطاقة إي (بطاقة الامبرطور) وتمكن كايجي من الفوز على تونيجاوا وربح المال وقد اجبر الرئيس هيودو ان يركع تونيجاوا على فرن لمدة عشر ثواني وقد فعل ذلك وتحمله، وبعدها تحدى كايجي الرئيس هيودو في رهان يانصيب إذا فاز كايجي يأخذ 100 مليون ين وإذا خسر يفقد اربع اصابع وقد خسر كايجي وفقد أربعة اصابع وكانت هذه نهاية الموسم الأول.

و بعد ذلك تمكن كايجي من اصلاح اصابعه لكن أصبح دينه 9.5 مليون ين وقد التقى بإيندو لكن إيندو اخذه ورماه في معمل تياي تحت الأرض حيث سيعمل لمدة خمسة عشر عام، لكن كايجي تحالف مع بعض العمال الذين كانوا يقبضون 45000 بيركا (10 بيركا تساوي 1 ين) ليهزموا رئيس العمال في رهان الزهر وقد تمكنوا من الفوز عليه وخرج كايجي لمدة محدودة لكي يتمكن من دفع المال، وقد التقى برجل يدعى ساكازاكي وتحالف معه وايضا تحالف مع إيندو الذي أصبح مديونا مثله وقد فازوا برهان كبير جدا قدره 700 مليون ين لكن إيندو قام بأخذ جزء كبير جدا من حصة كايجي بسبب العشرة الملايين التي اخذها كايجي منه اثناء الرهان، أيضا دفع كايجي الكثير من المال من اجل اصدقائه تحت الأرض وقد دفع ديونه وعاد مفلسا.

## الشخصيات

### الشخصيات الرئيسية
إيتو كايجي

بطل القصة والشخصية الرئيسية، وهو شاب نحيف ذو شعر طويل، وهو فقير جدا ومفلس وطيب القلب جدا، وقد كان يمضي وقته في الرهانات الصغيرة والبسيطة وهوايته جمع علامات السيارات، وقد أصبح مديونا ب3.850.000 ين بسبب ضمانه لدين صديقه وبعدها أصبح مطاردا من قبل شركة تياي وازداد الدين عليه، وكايجي هو شاب ذكي وعبقري اثناء المصاعب لكنه احمق وكسول احيانا وذلك لطيبه قلبه وحبه للناس في عالم فاسد.

كازوتكا هيودو

الشرير الرئيسي في القصة، وهو رجل عجوز كبير في السن لكنه وغد ومحتال وهو الرئيس الاعلى لشركة تياي وهو مخادع يفعل أي شيء من اجل متعته، وهو ثري جدا، ويلقب امبرطور الحب لحبه للمقامرة، وهو رجل عجوز كبير في السن يتجاوز السبعين من عمره، وهو المؤسس الرئيسي لرهان سفينة إسبوار وايضا رهان فندق ستارسايد (قلعة الخطر) وهو يدعو نفسه بالملك وانه يمتلك حظا عظيما لكنه في الاصل محتال وينجح بسبب دهائه وخدعه.

يوجي إيندو

و هو أحد رجال الأعمال الذين يبحثون عن المديونين وهو قرش وحيد كما يعرف، وهو رجل يبدو في نهاية الثلاثينات من عمره ويرتدي نظارات سوداء لاتظهر عيونه، وقد ارسل كايجي إلى إسبوار وايضا إلى فندق ستارسايد، وقد اخذه إلى تحت الأرض للعمل بعد هزيمة كايجي لتونيجاوا، وبعدها أصبح إيندو مديونا مثل كايجي من قبل تياي وقد تحالف معه كايجي حيث اعار كايجي 50 مليون ين من اجل الاشتراك في لعبة البوغ أو المستنقع كي يتمكن من الفوز ب700مليون ين وبعد ان فاز كايجي، أخذ حصة كبيرة من نقود كايجي ورحل.

### شخصيات سفينة إسبوار
جوي فوناي

و هو أحد المشاركين في رهان سفينة إسبوار وهو بارع ومخادع وقد تظاهر بانه صديق كايجي ثم خدعه، وقد تمكن من جمع الكثير من النجوم بسبب حيله، ولكن في الاخير هزم من قبل كايجي وقد خسر خمس نجوم مرة واحدة، هزيمته في الرهان مشابه لهزيمة يوراب من أكاغي.

تيكاشي فوراهاتا

و هو صديق كايجي الذي ضمنه كايجي ولم يتمكن من دفع الدين، وقد شارك في اسبوار وكان فاشلا جدا إلى ان التقى بكايجي وتحالف مع كايجي، ومعهم شخص آخر يدعى آندو، وقد تمكنوا من الفوز إلا انهم ارادوا خيانة كايجي لكنهم لم يتمكنوا وقد تلقى فوراهاتا صفعة من كايجي، وهو رجل احمق وجبان.

مامورو آندو

هو أحد المشاركين في اسبوار، وهو رجل غبي وجبان، وقد تحالف مع كايجي وفوراهاتا، وقد كان أكثر استغلالية من فوراهاتا وقد خان كايجي في النهاية ولم يندم على ذلك عكس فوراهاتا، لكنه لم يفلح وقد تلقى ضربة من كايجي واخذ كايجي المال منه.

كيتامي

و هو أحد المشاركين في سفنية إسبوار وهو ذكي ومخادع مثل كايجي، وقد شكل تحالف مع رجلان وقد تمكن من السيطرة على الرهان لفترة من الوقت وقد علم بخطة كايجي وهزم بسهولة كل من فوراهاتا وآندو، وقد تحدى كايجي ليكون خصمه الاخير وقد هزمه كايجي، وبعدها تعرض للخيانة من قبل زملائه وتركاه لكنه كان يمتلك النجوم، وفي النهاية قام كايجي بشراء بطاقاته وتمكن من تجاوز الرهان بسلام.

### شخصيات فندق ستارسايد
كوجي إيتشيدا

رجل كبير في السن وقد كان أحد المشاركين في إسبوار أيضا وقد انقذه كايجي من اسبوار بواسطة المال الذي اخذه من آندو، وهو رجل طيب القلب جدا وفقير لا يملك مال وقد شارك في فندق ستارسايد على الجسر الضيق، وقد اراد ان يحصل على عشرة ملايين من اجل زوجته، وقد احب كايجي كثيرا وفي النهاية سقط من الجسر ومات.

ماكوتو ساهرا

و هو رفيق كايجي الاصغر في عمل كايجي المؤقت، وقد اراد ان يصبح ثريا مثل كايجي وقد أصبح صديق كايجي، وقد وافق على عرض إيندو لكايجي وذهب معه إلى فندق ستارسايد، وقد كان من أفضل المشاركين وقد تمكن من تجاوز الجسر الأول، وبعدها في الجسر الثاني كان مع كايجي آخر شخصان وتمكن من تجاوز الجسر بنجاح قبل كايجي لكن بعدها بعد ان قام بفتح النافذة سقط ومات بسبب هواء قوي دفعه إلى الخلف وقد كانت إحدى خدع هيودو.

يوكو تونيجاوا

رجل أعمال ذو سلطة كبيرة جدا وعالية في شركة تياي، وهو ثالث اعلى رجل بها، وهو رجل في الخمسينات من عمره، وهو المشرف الرئيسي في رهان إسبوار وفندق ستارسايد، وهو رجل داهية وذكي جدا وقد كان أحد الفائزين بالبوغ سابقا، وقد تحداه كايجي في رهان في لعبة بطافة الامبرطور وقد كان رهان صعبا جدا وهزم على يدي كايجي واجبره هيودو على الركوع على فرن حار جدا وتمكن من النجاة بعدها ولم يظهر مرة أخرى.

### شخصيات الجزء الثاني
يوشيهيرو كوروساكي

و هو رجل أعمال كبير جدا، وقد كان اسفل تونيجاوا لكن بعد عام من هزيمة تونيجاوا من قبل كايجي أصبح هو نائب الرئيس، وهو يبدو عليه الذكاء ويبدو عليه ان أكثر طيبة من تونيجاوا حيث انه اجبر أوتسوكي على اللعب بقوانين كايجي في لعبة الزهر.

أوتسوكي

و هو رئيس العمال تحت الأرض، وهو رجل يتظاهر بانه طيب القلب لكنه مخادع وقد حاول خداع كايجي في رهان الزهر، وتمكن في البداية من الفوز على كايجي، لكن كايجي عاد بعد مدة وكشف غشه واجبره على اللعب بطرقة كايجي، وتمكن كايجي من هزيمته في الرهان وجعله مفلس تماما.

كوتارو ساكازاكي

هو رجل في منتصف العمر، وقد تعرف على كايجي صدفة ومن ثم تحالف معه وقد اراد هزيمة البوغ دائما لكنه فشل في الفوز وقد شارك كايجي الفوز في البوغ بعدها واصبح صديقه، لديه ابنة قبيحة تشبهه.

إيتشيجو

هو رئيس كازينو البوغ وهو شاب ذو شعر بني، وقد عمل لعدة سنوات تحت امرة فرقة تياي، وهو ذكي جدا مثل كايجي وقد اراد دائما هزيمة كايجي والفوز عليه وحاول كثيرا منعه من الفوز بالبوغ لكنه فشل بعدها، وبعد ان فاز كايجي بال700 مليون ين أصبح إيتشيجو مجبرا على العمل تحت الأرض في معمل تياي لمدة 1050 عام وقد قال لكايجي بأنه سيعود ويتحداه مرة أخرى.

## روابط خارجية
- كايجي على موقع ANN manga (الإنجليزية)